# Oenomaus (Sklavenführer)
Oenomaus, auch Oinomaos, († 73/72 v. Chr.) war neben Spartacus und Crixus wichtigster Sklavenführer in der frühen Phase des Dritten Sklavenkrieges (Spartacus-Aufstand) von 73 bis 71 v. Chr. Er war vermutlich entweder Gallier oder Germane (römische Quellen unterschieden diesbezüglich oft nicht eindeutig). Er gehörte zu den ersten 73 Sklaven, die zusammen mit Spartacus aus der Gladiatorenschule des Gnaeus Cornelius Lentulus Batiatus aus Capua flohen.
Oenomaus war an den ersten wichtigen Erfolgen der Sklavenarmee unmittelbar beteiligt, insbesondere am Sieg über römische Einheiten unter Claudius Glaber am Vesuv. Er fiel vermutlich im Winter 73/72 v. Chr.

## Film
In Spartacus (1960) verkörperte Woody Strode, in Spartacus (2004) Henry Simmons die Rolle des Oenomaus und wird in beiden Verfilmungen „Draba“ genannt. In der Fernsehserie Spartacus aus dem Jahr 2010 wird er von Peter Mensah dargestellt, jedoch nur als „Drago“ angesprochen.